# 尾崎正明 (美術史家)
尾崎 正明（おざき まさあき、1948年 - ）は、日本の美術史家。専門は近代の日本画。

## 人物・来歴
埼玉県生まれ。早稲田大学文学部美術史学科卒業・同大学修士課程修了。1974年より東京国立近代美術館に勤務、同館副館長を経て、2009年から2013年京都国立近代美術館館長。2014年から2024年茨城県近代美術館館長。

## 共編著・監修
- 『渡辺崋山』（鈴木進共著、集英社、日本美術絵画全集24） 1977
- 『横山大観展 図録』（編、中日新聞社） 1986
- 『東山魁夷』（責任編集、学習研究社、現代の日本画7） 1990.11
- 『小茂田青樹画集』（岩崎吉一共編、日本経済新聞社） 1990.6
- 『杉山寧素描聚成』（岩崎吉一共責任編集、小学館） 1992.12
- 『杉山寧の世界 作品と素描』（岩崎吉一共監修、日本経済新聞社編、日本経済新聞社） c1992
- 『村上華岳 祈りのかたち』 (編、学習研究社、巨匠の日本画） 1994.6
- 『髙山辰雄』（編、日本経済新聞社） 1997.5
- 『すぐわかる 画家別近代日本絵画の見かた』（監修、東京美術） 2003.6
- 『もっと知りたい東山魁夷 生涯と作品』 (監修、鶴見香織著、東京美術、アート・ビギナーズ・コレクション)  2008.3
- 『もっと知りたい速水御舟 生涯と作品』(監修、鶴見香織, 古田亮, 吉田春彦共著、東京美術、アート・ビギナーズ・コレクション)  2009.10
- 『もっと知りたい菱田春草 生涯と作品』(監修、鶴見香織著、東京美術、アート・ビギナーズ・コレクション)  2013.6